# Vicus von Offenburg
Der Vicus von Offenburg war eine römische Zivilsiedlung (vicus) auf dem Gebiet der heutigen Offenburger Altstadt.

## Name
Der Name der Siedlung ist unbekannt. Dennoch gibt es Sprachwissenschaftler, die es für möglich halten, dass sich der Name im Toponym Ortenau erhalten hat. Dieser wird als Gauname im Frühmittelalter urkundlich als Mordunowa (763), Mortunowa (888) oder auch Mortunaugensis pagus genannt. Als Ausgangsform kann hier *Moridunum rekonstruiert werden, was mit „Sumpfburg“ übersetzt werden kann. Möglicherweise leitet sich das Bestimmungswort auch von einem Personennamen ab. Das initiale M- ist ab 1466 in Anlehnung an die Ortenburg, dem Sitz des Landvogts der Ortenau, ausgefallen.

## Lage
Der Vicus befand sich an einer Kreuzung zwischen der 73/74 n. Chr. erbauten Römerstraße von Argentorate (Straßburg) an die Donau sowie der Nord-Süd-Fernstraße von Augusta Raurica (Augst) nach Mogontiacum (Mainz) in der Provinz Germania superior. Ebenso war die Kinzig wahrscheinlich ab Offenburg schiffbar, wodurch eine Anbindung an das Wasserwegenetz bestand.
Die Siedlung lag im westlichen Bereich der heutigen Offenburger Altstadt.

## Kastell
Der zivilen Siedlung ging ein Militärlager zur Absicherung der Römerstraße voraus. 2005 konnte dieses nachgewiesen werden. In der Kornstraße entdeckten die Archäologen auf einer Länge von 10 Metern einen charakteristischen V-förmigen Wehrgraben. Bauten, die im Bereich des heutigen Burgerhof untersucht wurden, werden dem Militärlager zugeordnet. Hierzu zählen zwei Holzgebäude, die von einer kleinen Gasse mit Entwässerungsgraben getrennt waren. Eine detaillierte Erforschung des Lagers konnte aufgrund der städtischen Bebauung nicht stattfinden. Ebenso könnte durch Erosion ein Teil zerstört worden sein.
Im Entwässerungsgraben des Burgerhofareals fanden sich mehrere Keramikscherben aus domitianisch-trajanischer Zeit sowie eine As-Münze des Trajan (102/103). Es ist daher davon auszugehen, dass mit der Limesverschiebung unter Kaiser Trajan (siehe Neckar-Odenwald-Limes) auch das Kastell militärisch aufgegeben wurde.

## Zivile Siedlung

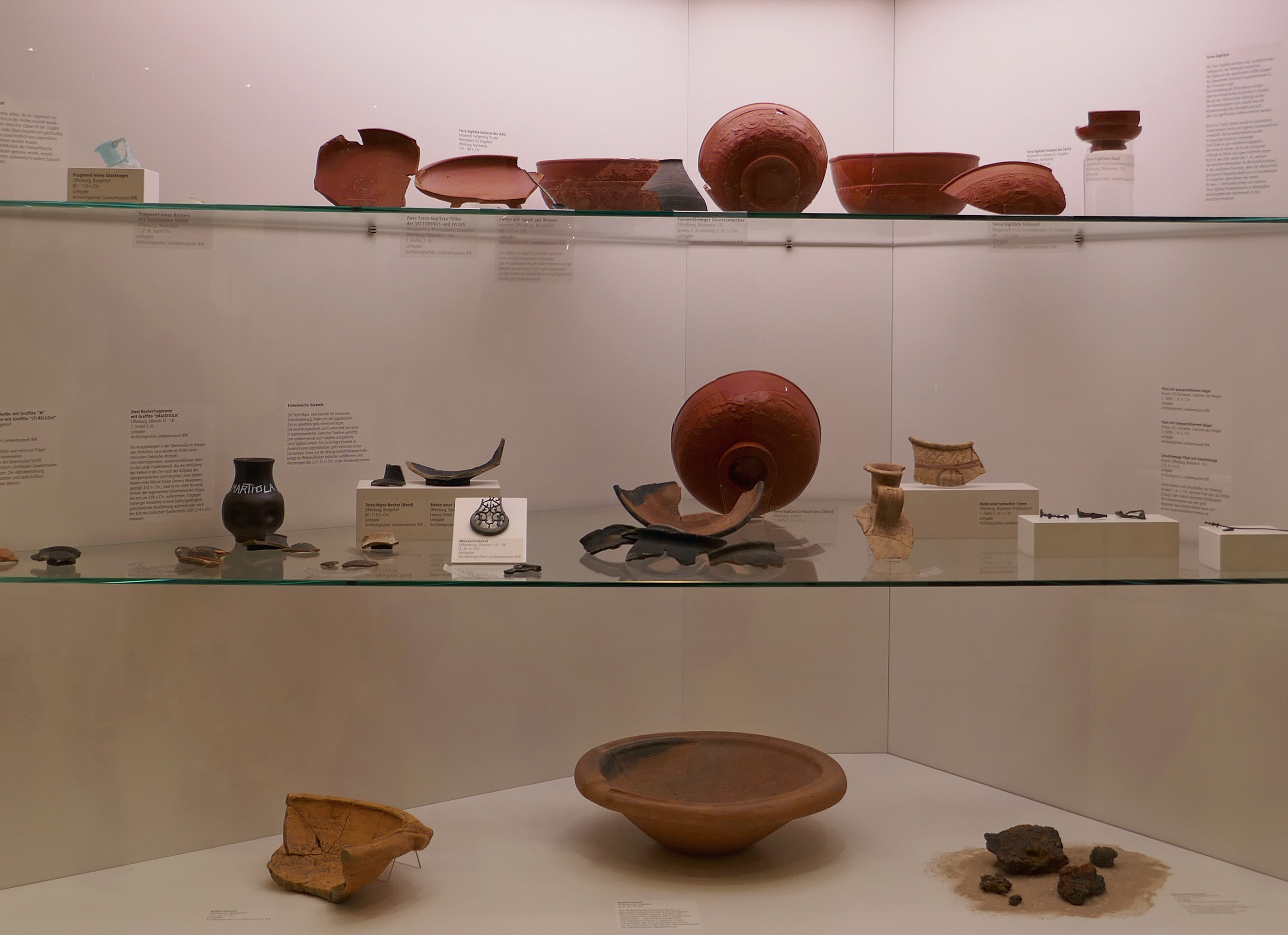
Römische Keramikfunde im Museum im Ritterhaus

Inwiefern die zivile Siedlung aus dem Militärlager oder dessen Kastellvicus hervorgegangen ist, bleibt nach aktuellem Kenntnisstand noch unklar.
Der Vicus von Offenburg orientierte sich an der Nord-Süd-Straße entlang der heutigen Poststraße im Norden bis zum südlich gelegenen Burgerhofareal auf einer Länge von rund 500 Metern. Es fanden sich an der heutigen Wasserstraße und an der Kreuzkirchstraße Reste der typischen dörflichen Streifenhäuser. Die Häuser wurden aus Holz errichtet, zu einem regelhaften Steinausbau kam es nie. Anlagen wie Badegebäude, Tempel oder das Gräberfeld konnten bisher noch nicht entdeckt werden. Wahrscheinlich wurde die Siedlung schon im ersten Drittel des 3. Jahrhunderts aufgegeben.

## Fundobjekte

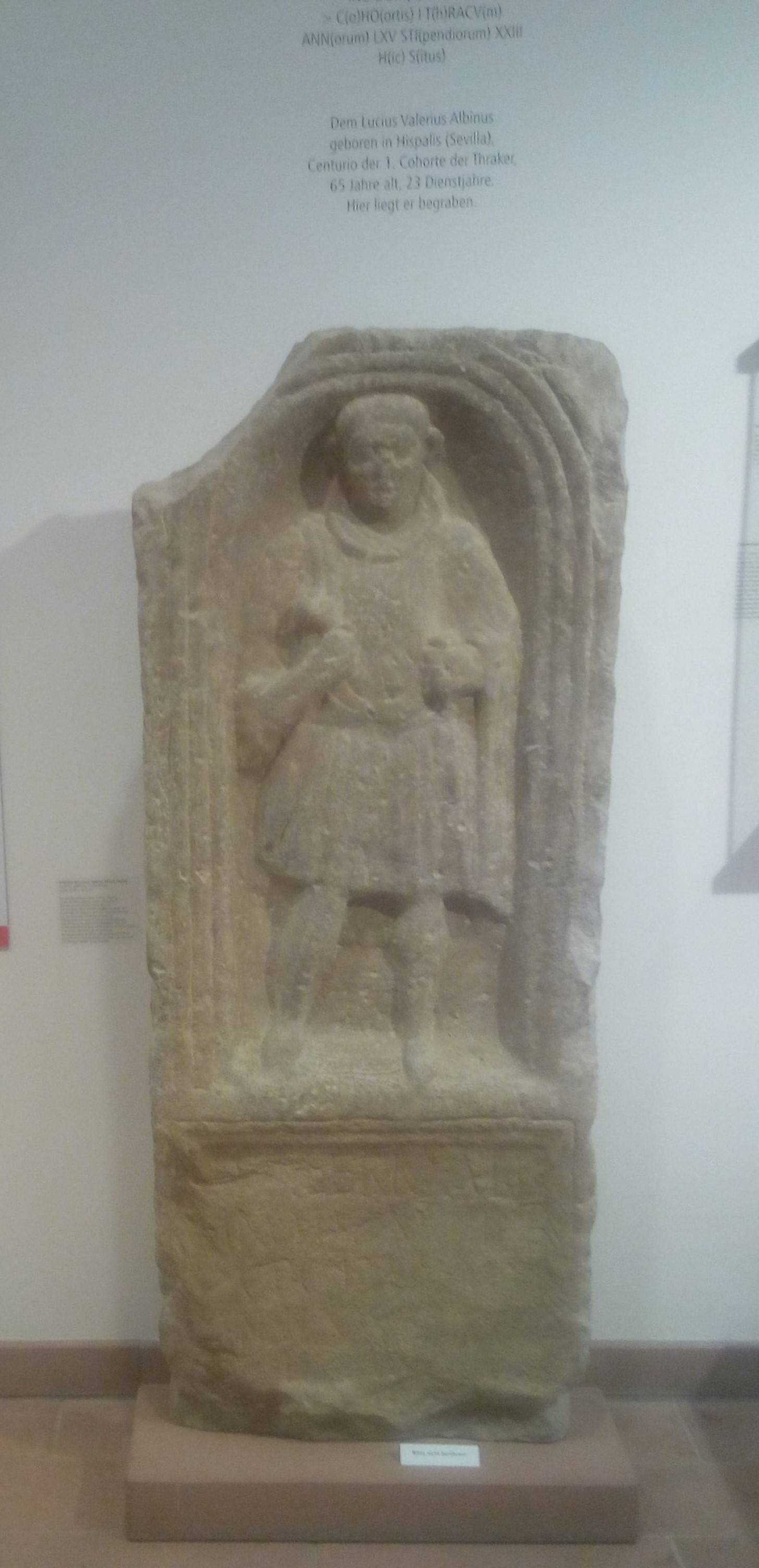
Grabstein des L. Valerius Albinus gefunden in der Kinzig

Im Jahr 1840 wurde im Bereich der mittelalterlichen Stadtbefestigung ein Meilenstein (CIL 13, 9082) entdeckt. Die Inschrift erwähnt den Statthalter Gnaeus Cornelius Clemens unter Kaiser Vespasian und kann damit in die 70er Jahren des 1. Jahrhunderts n. Chr. datiert werden. Der Meilenstein bezeugt den Bau einer Straße von Argentorate (Straßburg) durch das Kinzigtal an die Donau.
Einen Grabstein entdeckte man 1778 im Bett der Kinzig. Er war L. Valerius Albinus gewidmet, einem Centurio der Cohors I Thracum (wohl der Cohors I Thracum Germanica), die auf 71–90 n. Chr. datiert wird.
Ein großer Teil der Funde sind heute im Museum im Ritterhaus in Offenburg ausgestellt.

## Siedlungskontinuität
Die Stadt Offenburg wurde erst im 12. Jahrhundert gegründet. Ihr voraus ging eine Siedlung namens Kinzigdorf, die spätestens ab dem 8./9. Jahrhundert bestand. Diese Siedlung entwickelte sich an der römischen Nord-Süd-Straße nördlich der heutigen Altstadt. Allerdings fanden sich auch beim südlich der Altstadt gelegenen Burgerhofareal nahe dem Kinzigübergang Hinterlassenschaften aus der Karolingerzeit. 1504 ging Kinzigdorf, welches damals nur noch aus wenigen Gebäuden bestand, offiziell an Offenburg über.
Ebenso ist ein Merowingergräberfeld im Südosten Offenburgs im Bereich „Im Krummer“ bekannt, welches in das 6./7. Jahrhundert datiert wird. Weitere Anhaltspunkte für eine Siedlung in diesem Bereich konnten jedoch noch nicht gefunden werden.
Eine direkte Siedlungskontinuität lässt sich mit dem aktuellen Kenntnisstand jedoch nicht beweisen.